# Campiglossa philippinensis
Campiglossa philippinensis
 es una especie de insecto díptero que Hardy describió científicamente por primera vez en el año 1974.
Esta especie pertenece al género Campiglossa de la familia Tephritidae.